# Obed Vargas
Obed Gómez Vargas (Anchorage, Alaska, 5 de agosto de 2005) es un futbolista mexicano que juega como centrocampista en el Seattle Sounders Football Club de la Major League Soccer.

## Trayectoria

### Seattle Sounders Football Club
Comenzó su carrera en el Cook Inlet Soccer Club antes de mudarse a Washington y unirse a la academia juvenil del Seattle Sounders Football Club de la Major League Soccer. Jugó en la academia durante dos temporadas antes de firmar un contrato profesional con el equipo de reserva de los Sounders, Tacoma Defiance, el 7 de mayo de 2021. Un par de días después, el 9 de mayo, Vargas hizo su debut sénior para Tacoma Defiance en el USL Championship contra el LA Galaxy II. Comenzó y jugó 66 minutos y el partido terminó en un empate 1-1. El 22 de julio de 2021, Vargas debutó con los Sounders.
Hizo su debut en la MLS el 22 de julio de 2021, como uno de los varios jugadores de Tacoma Defiance convocados a los Sounders para un partido contra el Austin FC para reemplazar a los jugadores lesionados. Con 15 años y 351 días, Vargas fue el tercer jugador más joven en la historia de la MLS. Firmó un contrato formal de jugador local con los Sounders en diciembre y se convirtió en titular del equipo en los primeros partidos de la temporada 2022, jugando en dos partidos de la Liga de Campeones de la Concacaf. El técnico Brian Schmetzer describió el estilo de juego de Vargas como similar al de la temporada de novato de Cristian Roldán, y agregó que "iba a ser un tremendo jugador para nuestro club".

## Selección nacional
En marzo de 2020, Vargas fue seleccionado para participar en el campamento sub-15 de Estados Unidos. Fue convocado para las pruebas con la selección sub-20 de Estados Unidos en enero de 2022.

## Vida personal
Vargas es de ascendencia mexicana, lo que le da la doble nacionalidad estadounidense y mexicana. Su padre jugó en la cantera del Atlético Morelia; su hermano menor y dos hermanas también juegan fútbol.

## Estadísticas
Actualizado al último partido jugado el 3 de octubre de 2024.
| Tacoma Defiance Estados Unidos                   | 2.ª           | 2021          | 28 | 0 | ― | ― | ―  | ― | 28  | 0 |
| Tacoma Defiance Estados Unidos                   | Total club    | Total club    | 28 | 0 | 0 | 0 | 0  | 0 | 28  | 0 |
| Seattle Sounders Estados Unidos                  | 1.ª           | 2021          | 1  | 0 | ― | ― | ―  | ― | 1   | 0 |
| Seattle Sounders Estados Unidos                  | 1.ª           | 2022          | 13 | 0 | 1 | 0 | 7  | 0 | 21  | 0 |
| Seattle Sounders Estados Unidos                  | 1.ª           | 2023          | 24 | 0 | 1 | 0 | 2  | 0 | 27  | 0 |
| Seattle Sounders Estados Unidos                  | 1.ª           | 2024          | 28 | 1 | 2 | 0 | 5  | 1 | 35  | 2 |
| Seattle Sounders Estados Unidos                  | Total club    | Total club    | 66 | 1 | 4 | 0 | 14 | 1 | 84  | 2 |
| Total carrera                                    | Total carrera | Total carrera | 94 | 1 | 4 | 0 | 14 | 1 | 112 | 2 |
| (1)Incluye datos de la Lamar Hunt U.S. Open Cup. |               |               |    |   |   |   |    |   |     |   |